# Gasuwon-dong
Gasuwon-dong (koreanska: 가수원동)  är en stadsdel i staden  Daejeon, i den centrala delen av landet, 140 km söder om huvudstaden Seoul. Den ligger i stadsdistriktet Seo-gu. 